# Часторучей
Часторучей — ручей в России, протекает по территории Кубовского сельского поселения Пудожского района Республики Карелии. Длина ручья — 26 км, площадь водосборного бассейна — 109 км².

## Общие сведения
Ручей берёт начало из Малого Шардозера и далее течёт преимущественно в юго-восточном направлении.
Ручей в общей сложности имеет девять малых притоков суммарной длиной 22 км.
Устье ручья находится в 98 км по правому берегу реки Водлы, впадающей в Онежское озеро.
В нижнем течении Часторучей пересекает автодорогу местного значения 86К-290 («Кривцы — Кубово — Водла»).
Населённые пункты на ручье отсутствуют.
Код объекта в государственном водном реестре — 01040100412202000016804.

## Фотографии
|  |  |